# Clarazella quadrata
Clarazella quadrata is een rechtvleugelig insect uit de familie Ommexechidae. De wetenschappelijke naam van deze soort is voor het eerst geldig gepubliceerd in 1941 door Rehn.